# Paulo Afonso Vieira
Paulo Afonso Evangelista Vieira GOMM (Teresina, 10 de maio de 1958) é um professor, advogado e cientista político brasileiro filiado ao Movimento Democrático Brasileiro (MDB). Por Santa Catarina, foi governador, deputado federal e estadual.

## Biografia
Paulo Afonso, filho de Eugênio Doin Vieira, natural de São Francisco do Sul, e de Ângela Maria Graça Evangelista Vieira, natural de Florianópolis, nasceu em uma cidade nordestina do Piauí devido ao movimento interestadual da família, que se mudou para Teresina quando Eugênio passou em um concurso para exercer a função de Fiscal de Tributos Federais (atual Auditor da Receita Federal) na década de 1950.
O ex-governador de Santa Catarina cursou o ensino primário na Escola Santa Catarina, em Florianópolis, continuando os estudos no ensino médio em duas diferentes instituições: no Colégio Catarinense (primeira e segunda séries) e no Colégio de Aplicação, da Universidade Federal de Santa Catarina (UFSC) (terceira e quarta séries). Bacharelou-se também nesta universidade, concluindo o curso de direito e ciências políticas em 1980, com habilitação específica em direito civil e do trabalho.
Em 1983, titulou-se mestre em ciência política pelo Instituto de Tecnologia de Massachusetts, nos Estados Unidos, e no ano seguinte, fora aprovado em concurso público para trabalhar como fiscal de tributos da Prefeitura Municipal de Florianópolis.
Paulo Afonso também lecionou na Fundação das Escolas do Planalto Norte (FUNPLOC), que fora renomeada como Universidade do Contestado, e na própria UFSC, instituição de sua formação, na década de 1980 e início dos anos 90.
Evangelista Vieira casou-se com a médica Elianne Maria Peressoni Vieira, com quem teve cinco filhos: Carolina, Eduardo, Daniela, Felipe e Bernardo.

## Trajetória política
No ano de 1980, Paulo Afonso passou a integrar a comissão executiva regional do Partido do Movimento Democrático Brasileiro (PMDB) em Santa Catarina, corroborando na fundação do partido. Em 1987, o político fora eleito deputado estadual à Assembleia Legislativa de Santa Catarina (ALESC) na 11ª legislatura (1987 — 1991), tornando-se líder da bancada do partido no ano seguinte. Ainda assim, em dezembro de 1988, licenciou-se do mandato para atender ao convite do governador Pedro Ivo Campos como encarregado à Secretaria de Fazenda, aonde permaneceu até março de 1990.
Em 1990, candidatou-se ao governo do estado pelo mesmo partido, ficando em segundo lugar,  derrotado no primeiro turno pelo candidato do Partido da Frente Liberal (PFL), Vílson Kleinübing. Já em 1994, disputou novamente para o cargo mais alto do executivo estadual, concorrendo com o ex-governador Jorge Bornhausen, do PFL, e Ângela Amin, esposa do ex-governador Esperidião Amin, do Partido Progressista Reformador (PPR). Vitorioso no pleito, Afonso governou o estado de Santa Catarina de 1995 a 1999, tendo seu mandato marcado por processo de impeachment não efetivado, que fora resultante de diversos escândalos de corrupção e desvio de verbas públicas do Estado. Já com sua imagem desgastada, Afonso tentou a reeleição em 1998, mas obteve apenas 23% dos votos válidos, enquanto seu concorrente, Esperidião Amin, obteve quase 60% dos votos válidos, que decidiram a eleição logo no primeiro turno.
Em março de 1995, Paulo Afonso foi admitido pelo presidente Fernando Henrique Cardoso à Ordem do Mérito Militar no grau de Grande-Oficial especial.
Nas eleições de 2002, Paulo Afonso foi eleito deputado federal pelo PMDB na 52ª legislatura (2003 — 2007). Entretanto, em 2006, não disputou a reeleição, deixando a Câmara em 31 de janeiro de 2007, ao final da legislatura. No ano seguinte, assumiu a diretoria de Gestão Administrativa e Financeira da Eletrosul.
Em 2017, a Assembleia Legislativa de Santa Catarina aprovou por unanimidade a PEC proposta pelo deputado estadual Padre Pedro Baldissera, que prevê o fim das pensões vitalícias para ex-governadores vivos e para viúvas de ex-chefes do Executivo estadual, em prol de uma economia orçamentária de 3,7 milhões por ano. Além disso, a Procuradoria Geral do Estado e a OAB protocolaram no STF ação direta de inconstitucionalidade, já que a Constituição de 1988 não prevê este tipo de pagamento. Paulo Afonso seria uma do nomes dos beneficiários da aposentadoria que seriam desvinculados do recebimento da verba. Entre outros ex-políticos e familiares afetados pela medida, Afonso posicionou-se com respeito diante as ações tomadas pela ALESC.

## Controvérsias
Em dezembro de 2010, Paulo Afonso foi condenado pela segunda Câmara de Direito Público do Tribunal de Justiça de Santa Catarina pelo crime de improbidade administrativa, recebendo como pena a suspensão dos direitos políticos pelo prazo de três anos e a devolução aos cofres públicos do equivalente a 10 vezes a remuneração recebida à época dos fatos.

### Precatórios
No dia 13 de junho 1996, o governador Paulo Afonso envia à Assembléia Legislativa um projeto de Lei que resultaria na emissão de títulos no valor de R$ 605,1 milhões, destinados ao pagamento de precatórios (dívidas judiciais). Os precatórios de Santa Catarina somavam apenas R$ 35,4 milhões à época (referentes ao exercício de 1994 a 1996).
Este ficou conhecido como o Escândalo dos Precatórios, uma manobra que vários estados e municípios realizaram para fazerem caixa, tendo como base uma autorização presente na Constituição de 1988, que autorizava Estados e municípios a emitirem títulos financeiros para quitar os débitos judiciais acumulados.
Em dezembro de 1996, foi instalada uma Comissão Parlamentar de Inquérito (CPI) no Senado Federal para apurar irregularidades. Os relatórios da CPI apontaram que o Estado de Santa Catarina teve perdas no valor de R$ 120 milhões com a emissão de títulos, sendo R$33 milhões concedidos ao Banco Vetor (contratado sem licitação), e também com o deságio concedido quando os papéis chegaram ao mercado financeiro.
Diante disso, um processo de impeachment fora iniciado na Assembléia Legislativa para a cassação do mandato de Paulo Afonso, que não se consolidou devido a diferença de 2 votos diante os posicionamentos apurados. Na ocasião, necessitava-se de, no mínimo, 27 votos para a realização do afastamento de Paulo Afonso de seu cargo no executivo estadual.

### Salários Atrasados
Ao término de seu mandato como governador de Santa Catarina em 1998, Paulo Afonso deixou três meses de salários atrasados ao servidores públicos do Estado para serem pagos pelo governo seguinte. Adotou ainda medidas polêmicas nos três últimos meses de governo, como concursos, remoções e concessão de aumentos que contribuíram para elevar ainda mais o comprometimento com a folha de pagamentos, que passou a consumir 88,4% da receita de Santa Catarina.

## Homenagem
Homenageado como deputado constituinte de 1989, em uma sessão especial da Assembleia Legislativa, em 2019, durante as comemorações de 30 anos da Carta Constitucional Catarinense. Na ocasião, Paulo Afonso discursou em nome de todos os constituintes.